# 琉球住民

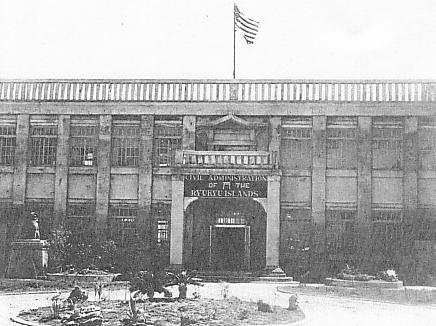
琉球列島米国民政府庁舎

琉球住民（りゅうきゅうじゅうみん）とは、米国施政権下の沖縄に本籍を置いていた日本国民のことである。琉球人と表現する事もあった。
琉球政府章典第3条には、「琉球住民とは琉球の戸籍簿にその出生及び氏名の記載をされている自然人をいう。」と規定していた。
ここで言う「琉球の戸籍簿」とは、琉球政府の管轄下にある戸籍簿のことである。当初は「沖縄県」（琉球諸島）および「鹿児島県大島郡」（奄美群島）の戸籍簿が琉球政府の管轄下にあったが、奄美群島の日本本土復帰後は、「沖縄県」の戸籍簿のみが該当した。
「出生及び氏名の記載をされている」とは、本籍として記載されているということであり、琉球政府管轄下の地域に居住しているかどうかとは無関係である。外国人および琉球政府の管轄外に本籍を有する日本国民は琉球住民とは見なされず、琉球に居住し成人していても琉球での参政権を得られなかった。なお、日本の戸籍制度では、日本国内であれば、本籍はどこに置いてもよいことになっているが、琉球に移すためには琉球列島米国民政府の許可が必要で、帰化申請並の手続きを要した（これを「転籍制限」という）。
1972年の沖縄返還に伴い、「琉球住民」という概念も消滅した。
なお、国際法上琉球住民の国籍は、アメリカ施政権下の小笠原諸島の欧米系島民と同様に「日本」のままであった。
日本本土において、公民権の享有などで制限されることはなく、琉球住民の大田政作（前行政主席）や安里積千代（前立法院議員）は、復帰前の1965年に実施された第7回参議院議員通常選挙に出馬している。